# Portugisiska restaurationskriget
Portugisiska restaurationskriget (portugisiska: Guerra da Restauração) kallas sedan 1800-talet kriget mellan Portugal och Spanien, som började med portugisiska revolutionen 1640 och slutade med Freden i Lissabon 1668. 1640 års händelser innebar slutet på Iberiska unionen, och mellan Portugal och Habsburg-Spanien. Åren 1640-1668 präglades av problem i förbindelserna, samt perioder av korta men allvarliga strider.
Den portugisiska revolutionen skedde parallellt med en liknande revolt i Katalonien (Skördekarlarnas krig). Detta innebar att Spanien ett tag kämpade för att bevara centralmaktens kontroll på motsatta ändar av Iberiska halvön.